# Petri Bernadett
Petri Bernadett (Székesfehérvár, ? –) jogász, politikus, több mint tíz éves szakmai, politikai és kommunikációs tapasztalattal rendelkezik az Európai Unió témakörében.
Rendszeresen kommunikál uniós aktuálpolitikai témákban, különösen az uniós intézményekben tapasztalható korrupció, az intézmények jogállamisági elszámoltathatósága és a szükséges EU-reform témakörében. Korábban ügyvédként éveken át gazdasági társaságok működésével, határokon átnyúló ügyletekkel és nemzetközi szerződésekkel kapcsolatban tevékenykedett. Ezt követően tíz éven át dolgozott Brüsszelben az Európai Parlamentnél és az Európai Bizottságnál, melynek során többek között jogi szakterületen, nemzetközi kereskedelmi ügyek és szakpolitikák terén volt aktív. Rendszeresen publikál európai uniós témákban, több felsőoktatási intézmény óraadója, a Nemzeti Közszolgálati Egyetem Eötvös József Kutatóközpontja és a XXI. Század Intézet kutatója. 
2023 tavaszától a Magyar Fejlesztésösztönző Iroda ügyvezető igazgatója, 2024 január 12-től a közvetlen uniós források felhasználásának koordinációjáért felelős miniszteri biztos (Közigazgatási és Területfejlesztési Minisztérium). 
A Fidesz-KDNP pártszövetség 2024-es európai parlamenti választásokra állított listájának 13. helyét kapta meg.

## Tanulmányai
A Ciszterci Szent István Gimnáziumban érettségizett 2000-ben, majd jogászként végzett a Pázmány Péter Katolikus Egyetem Jog- és Államtudományi Karán 2005-ben.
2008-ban jogi szakvizsgát tett, 2007 és 2010 között pedig az University of Cambridge angol jog és az Európai Unió joga mesterképzésén tanult. 2012-ben vagyongazdálkodási szakértőként (szakközgazdászként) diplomázott a Budapesti Corvinus Egyetemen, majd a Quadriga University of Applied Sciences Uniós érdekképviselet és európai közügyek szakán szerzett diplomát 2016-ban.  
Pszichológia alapszakon diplomázott a Pécsi Tudományegyetemen 2022-ben. Beszél angolul, franciául, németül és olaszul.

## Élete
2009-ig gyakornokként dolgozott a Fidesz mellett az Európai Parlamentben.
2009. január – 2014. június között ügyvédként, valamint gazdasági szakjogászként dolgozott.

### Brüsszeli évek
2014. június – 2017. július között szakpolitikai koordinátorként tevékenykedett az Európai Parlamentben, ahol az Európai Néppárt máltai delegációjának tanácsadója volt. Főként oktatáspolitikai ügyek, jogi ügyek, valamint külügyek tartoztak hozzá.
2017. augusztus – 2019. október között az Európai Bizottság biztosi kabinetének politikai tanácsadója, intézményközi kapcsolattartással, oktatásügyi programokkal foglalkozott, valamint a Fidesz-KDNP európai parlamenti delegációs kapcsolattartója volt.
2019. október – 2023. február között az Európai Parlamentben politikai tanácsadóként először Szájer József, a Fidesz-KDNP Európai Parlamenti delegációjának elnöke, majd Schaller-Baross Ernő európai parlamenti képviselő politikai tanácsadója. Fő területe a szakpolitikai és uniós aktuálpolitikai ügyek, különös tekintettel a jogi, kereskedelempolitikai, alkotmányossági kérdésekre.

### Ismét Magyarországon
2023 januárjában tért vissza Magyarországra, majd 2023 februárjától a Közigazgatási és Területfejlesztési Minisztérium háttérintézményként működő Magyar Fejlesztésösztönző Iroda Nonprofit Kft. ügyvezető igazgatója.
2024 januárjától a Közigazgatási és Területfejlesztési Minisztérium közvetlen uniós források felhasználásának koordinációjáért felelős miniszteri biztos. Fő területe az uniós programokból származó forráslehívással kapcsolatos hazai teljesítmény javítása.
Közigazgatási és Területfejlesztési Minisztérium közvetlen uniós források felhasználásának koordinációjáért felelős miniszteri biztos. Fő területe az uniós programokból származó forráslehívással kapcsolatos hazai teljesítmény javítása.
A 2024-es Fidesz–KDNP európai képviselőjelöltjeinek listáján 13. helyen szerepel.

### Tudományos tevékenysége
2020 óta a Nemzeti Közszolgálati Egyetem óraadója. Fő témái az európai pártcsaládok működése, uniós politikusi karrierutak, uniós politikai dinamikák.
2023 februárjától a XXI. Század Intézet kutató, elemzője. Rendszeres publikál, politikai elemzéseket készít, valamint uniós aktuálpolitikai ügyekben nyilatkozik.
A népszerűség átka című kötet társszerzője.